# Vegetatives Nervensystem

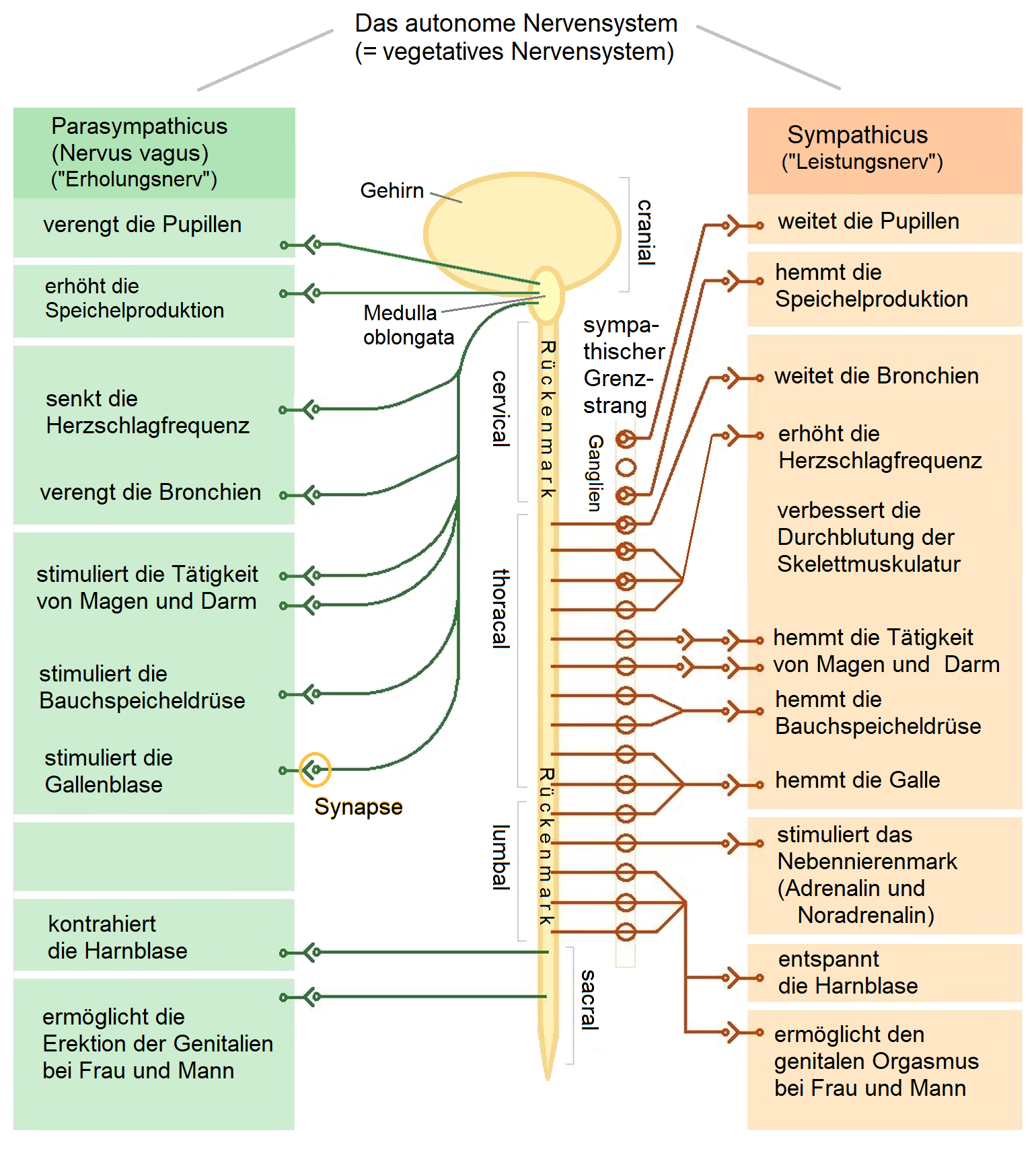
Das vegetative Nervensystem des Menschen. Das Schema zeigt eine Auswahl von Zielorganen sowie die antagonistische Wirkungsweise von Sympathikus und Parasympathikus.

Das vegetative Nervensystem (VNS), auch viszerales Nervensystem (VNS, von lateinisch viscus, „Eingeweide“), autonomes Nervensystem (ANS) (englisch autonomic nervous system) oder Vegetativum genannt, bildet zusammen mit dem somatischen Nervensystem das gesamte periphere und zentrale Nervensystem.
Die „Autonomie“ dieser vegetativen Selbststeuerung bezieht sich darauf, dass über das VNS biologisch festliegende, automatisch ablaufende innerkörperliche Vorgänge angepasst und reguliert werden, die deswegen vom Menschen willentlich nicht direkt, sondern allenfalls indirekt beeinflusst werden können. Der Begriff „autonomes Nervensystem“ wurde von dem britischen Physiologen John Newport Langley (1852–1925) geprägt. Eine erste umfangreiche Monographie über das vegetative Nervensystem wurde von Walter Holbrook Gaskell verfasst und 1916 veröffentlicht.
Das somatische oder animalische Nervensystem ermöglicht dagegen eine willkürliche und bewusste Reaktionsweise. Manche Organe von zentraler Bedeutung, wie die Lunge (Atmung, Sprache), werden von beiden Systemen gesteuert. Bei beiden Systemen liegt ein Teil im zentralen Nervensystem (ZNS), also im Gehirn und Rückenmark, und der andere Teil liegt außerhalb davon und gehört deshalb zum peripheren Nervensystem.

## Überblick
Über das vegetative Nervensystem werden zur Aufrechterhaltung des inneren Gleichgewichts (Homöostase) die lebenswichtigen Funktionen (Vitalfunktionen) wie Herzschlag, Atmung, Verdauung und Stoffwechsel kontrolliert und gesteuert. Auch andere Organe oder Organsysteme werden vom vegetativen Nervensystem innerviert, so beispielsweise die Sexualorgane, Endokrine Drüsen (Hormone), Exokrine Drüsen (wie z. B. Schweißdrüsen), das Blutgefäßsystem (Blutdruck) oder die inneren Augenmuskeln (Pupillenreaktion).
Man untergliedert das vegetative Nervensystem nach funktionellen und anatomischen Gesichtspunkten in
- Sympathisches Nervensystem
- Parasympathisches Nervensystem
- Enterisches Nervensystem (ENS) – das Nervensystem des Magen-Darm-Trakts, das ein vollkommen selbstständiges Regelsystem ist, jedoch durch Signale vom Sympathikus und Parasympathikus beeinflusst wird.

## Arbeitsteilung
Die sympathischen und die parasympathischen Anteile arbeiten in gegenseitiger Ergänzung (teils antagonistisch, teils synergistisch). Über den Sympathikus werden hauptsächlich leistungsfördernde (ergotrope) und über den Parasympathikus hauptsächlich erholungsfördernde (trophotrope) Signale gegeben.

## Funktionen
Der Hirnstamm und die Kerngebiete (Nuclei) des Hypothalamus enthalten die Haupt-Regelkreise für alle Komponenten des sympathischen und des parasympathischen Systems.
Die Arbeit der meisten Bereiche des vegetativen Nervensystems kann normalerweise nicht direkt bewusst (willentlich) beeinflusst werden. Über das VNS regulierte Körperfunktionen wie Pulsrate, Blutdruck oder Muskeltonus werden allerdings indirekt über will- und unwillkürliche Aktivitäten beeinflusst. Körperliche Aktivität, aber auch Inaktivität, z. B. Anhalten, Verlangsamen oder Beschleunigen des Atems, beeinflusst die vegetativ regulierten Funktionen.
Eine noch indirektere Möglichkeit der Beeinflussung besteht über bewusst gestaltete Vorstellungen von körperlicher Aktivität oder Inaktivität, einschließlich ihrer gefühlsmäßigen Aspekte. Bekannte vegetativ wirksame Verfahren sind z. B. Zazen, Yoga, Taijiquan, Biofeedback, Autogenes Training und Achtsamkeitsbasierte Stressreduktion (MBSR). Weitere Einflussmöglichkeiten auf das vegetative Nervensystem sind hypnotische und andere mentale Techniken, die nicht an bewusstes Erleben gebunden sind.
Umgekehrt beeinflusst das vegetative Nervensystem seinerseits das bewusste Erleben, zum Beispiel besonders stark in den Bereichen Ernährung und Sexualität. Im Bereich der Ernährung befasst sich die Ernährungspsychologie mit diesen Zusammenhängen.